# Midden-Duits voetbalkampioenschap 1923/24
In 1923/24 werd het 22ste voetbalkampioenschap gespeeld dat georganiseerd werd door de Midden-Duitse voetbalbond. SpVgg 1899 Leipzig werd kampioen en plaatste zich zo voor de eindronde om de Duitse landstitel. De club versloeg in de eerste ronde VfB Königsberg met 6-1 en verloor dan in de halve finale met 1-0 van Hamburger SV.

## Deelnemers aan de eindronde
Voor Jeetze nam kampioen VfB 1907 Klötze niet deel aan de eindronde.
| Club                        | Gekwalificeerd als              |
| --------------------------- | ------------------------------- |
| Viktoria Stendal            | Kampioen van Altmark            |
| SV Cöthen 02                | Kampioen van Anhalt             |
| FV Fortuna Magdeburg        | Kampioen van Midden-Elbe        |
| SV 1909 Staßfurt            | Kampioen van Elbe-Bode          |
| SC Preußen Biehla           | Kampioen van Elbe-Elster        |
| VfL Schneeberg              | Kampioen van Ertsgebergte       |
| SpVgg Falkenstein           | Kampioen van Göltzschtal        |
| Germania Halberstadt        | Kampioen van Harz               |
| FC Salzwedel 09             | Derde plaats Jeetze             |
| VfB Eisleben                | Kampioen van Kyffhäuser         |
| Chemnitzer BC               | Kampioen van Midden-Saksen      |
| VfB Preußen Greppin         | Kampioen van Mulde              |
| Riesaer SV                  | Kampioen van Noord-Saksen       |
| SC Erfurt 1895              | Kampioen van Noord-Thüringen    |
| SpVgg 1899 Leipzig-Lindenau | Kampioen van Noordwest-Saksen   |
| VfB Annaberg                | Kampioen van Opper-Ertsgebergte |
| Zittauer SV                 | Kampioen van Opper-Lausitz      |
| Wacker Gera                 | Kampioen van Osterland          |
| SV Brandenburg 01 Dresden   | Kampioen van Oost-Saksen        |
| 1. SV Jena                  | Kampioen van Oost-Thüringen     |
| Hallescher FC Wacker        | Kampioen van Saale              |
| Naumburger SpVgg 05         | Kampioen van Saale-Elster       |
| Plauener SuBC               | Kampioen van Vogtland           |
| SV Gotha 01                 | Kampioen van Wartburg           |
| Zwickauer SC                | Kampioen van West-Saksen        |
| SC Zella-Mehlis             | Kampioen van West-Thüringen     |
| SC 06 Oberlind              | Kampioen van Zuid-Thüringen     |

## Eindronde

### Voorronde
| Team 1               | Uitslag  | Team 2                 |
| -------------------- | -------- | ---------------------- |
| Zittauer BC          | 0:4      | SV Brandenburg Dresden |
| Hallescher FC Wacker | 4:1      | VfB Preußen Greppin    |
| Plauener SuBC        | 3:1      | SpVgg Falkenstein      |
| Fortuna Magdeburg    | 2:1 n.v. | SV Cöthen 02           |
| SC 06 Oberlind       | 1:0      | SC Zella-Mehlis        |
| Zwickauer SC         | 14:1     | VfL Schneeberg         |
| FC Salzwedel 09      | 0:3      | Viktoria Stendal       |
| Wacker Gera          | 0:6      | 1. SV Jena             |
| VfB Eisleben         | 1:2      | Naumburger SpVgg 05    |
| SC Erfurt            | 1:1 n.v. | SV Gotha 01            |
| Germania Halberstadt | 4:1      | SC 1909 Staßfurt       |
| VfB Annaberg         | 0:5      | Chemnitzer BC          |
| Riesaer SV           | 6:2      | SC Preußen Biehla      |

SpVgg Leipzig had een bye.

### Achtste finale
| Team 1                 | Uitslag       | Team 2                      |
| ---------------------- | ------------- | --------------------------- |
| Chemnitzer BC          | 9:1           | Riesaer SV                  |
| Hallescher FC Wacker   | 2:0           | Germania Halberstadt        |
| Zwickauer SC           | 1:1 n.v., 2:7 | SpVgg 1899 Leipzig-Lindenau |
| SV Brandenburg Dresden | 4:0           | Plauener SuBC               |
| Naumburger SpVgg 05    | 2:1           | 1. SV Jena                  |
| Viktoria Stendal       | 1:2 n.v.      | Fortuna Magdeburg           |
| SC 06 Oberlind         | 3:1           | SV Gotha 01                 |

### Kwartfinale
| Team 1               | Uitslag  | Team 2                 |
| -------------------- | -------- | ---------------------- |
| Hallescher FC Wacker | 6:3 n.v. | SV Brandenburg Dresden |
| Fortuna Magdeburg    | 4:3      | Chemnitzer BC          |
| Naumburger SpVgg 05  | 3:2 n.v. | SC 06 Oberlind         |

SpVgg Leipzig had een bye.

### Halve Finale
| Team 1               | Uitslag | Team 2                      |
| -------------------- | ------- | --------------------------- |
| Hallescher FC Wacker | 3:1     | Naumburger SpVgg 05         |
| Fortuna Magdeburg    | 2:5     | SpVgg 1899 Leipzig-Lindenau |

### Finale
| Team 1                      | Uitslag | Team 2               |
| --------------------------- | ------- | -------------------- |
| SpVgg 1899 Leipzig-Lindenau | 2:1     | Hallescher FC Wacker |